# Matt Rosendale
Matthew Martin "Matt" Rosendale Sr. (Baltimora, 7 luglio 1960) è un politico statunitense, membro della Camera dei rappresentanti per lo stato del Montana dal 2021 al 2025.

## Biografia
Nato a Baltimora, Rosendale inizia la sua carriera nel settore immobiliare e nella gestione del territorio. Dopo aver aderito al Partito Repubblicano, si candida per il 58º distretto della Camera dei rappresentanti del Montana, vincendo contro lo sfidante democratico.
Nel 2018 si candidò come senatore del Montana ma perse contro il democratico uscente Jon Tester.
Eletto poi al Senato del Montana rimanendo in carica dal 2013 al 2017, si candida nel 2020 per il distretto at-large per lo stesso stato al Congresso statunitense, vincendo l'elezione ed entrando in carica il 3 gennaio 2021. Decide di non ripresentarsi per un altro mandato alle elezioni del 2024, lasciando dunque il proprio seggio all'inizio del 2025.